# Фактор чесності-скромності
Фактор чесності-скромності є однією з шести основних рис особистості у моделі структури особистості HEXACO. Чесність-скромність – це базова риса особистості, яка відображає схильність бути справедливим та щирим у стосунках з іншими, у сенсі співпраці з іншими, навіть коли хтось може використовувати їх, без настання помсти. Люди з дуже високим рівнем чесності-скромності уникають маніпуляцій заради особистої вигоди, не відчувають майже жодного бажання порушувати правила, не цікавляться багатством та розкішшю і не відчувають особливого права на підвищений соціальний статус. Особи з низькими рівнями за цією шкалою будуть хвалити інших, щоб отримати все, що хочуть, схильні порушувати правила заради особистої вигоди, мотивовані матеріальною вигодою та занадто підносять власну важливість.

## Складові шкали чесності-скромності
Як і інші аспекти моделі HEXACO, шкала чесності-скромності має чотири складові компоненти:
- Щирість – ця складова вимірює (не)бажання людини бути маніпулятивною або нечесною у стосунках з іншими людьми для досягнення бажаного результату. Люди з високими балами не бажають бути нечесними чи маніпулювати іншими.
- Справедливість – ця складова вимірює (не)бажання обманювати чи красти заради збагачення, а також схильність людей вдаватися до шахрайства, корумпованості або використання інших. Високі бали мають ті, хто чесні, поводяться справедливо та рівноправно до всіх сторін.
- Уникнення жадібності – ця складова вимірює цінність, яку людина надає таким речам, як багатство, статус та дорогі іграшки. Люди з низькими балами прагнуть демонструвати свої гроші та розкіш, тоді як люди з високими балами менше стурбовані здобуттям багатства та статусу.
- Скромність – ця складова вимірює думку людини про себе від інших – люди з високими балами вважають себе не кращими за будь-кого іншого, тоді як люди з низькими балами вважають, що заслуговують на особливе ставлення та більшу повагу, ніж інші.

Кожна складова шкала містить пункти, що вимірюють як саму рису, так і протилежність їй (наприклад, шкала щирості містить пункти, що вимірюють як щирість, так і нещирість, причому оцінки нещирості кодуються у зворотному порядку). Кожен пункт вимірюється за 5-бальною шкалою Лайкерта (1 – категорично не згодний, 5 – повністю згодний). У версії опитувальника HEXACO, що складається зі 100 пунктів, кожна складова має 4 пункти, які усереднюються для отримання окремих балів за підмножинами, а ті потім усереднюються для отримання балу за кожен аспект.

## Історія
Кібеом Лі та Майкл К. Ештон розпочали розробку моделі структури особистості HEXACO у 2000 році. Це сталося після того, як міжкультурні дослідження з використанням лексичних вимірювань за моделлю великої п'ятірки почали показувати шостий аспект особистості. Додавання цього шостого фактора змінило кілька чинних факторів п'ятифакторної моделі. Він також інтегрував кілька пунктів, які не дуже добре вписувалися в п'ятифакторну модель, і надав додаткові докази ідеї взаємного та родинного альтруїзму.

## Зв'язок з моделлювеликої п'ятірки
Фактор чесності-скромності (і модель HEXACO загалом) лише помірно корелює з моделлю особистості великої п'ятірки, проте значно корелює з фактором привітності опитувальника особистості NEO (NEO-PI-R), який є одним із факторів п'ятифакторної моделі особистості. Ця кореляція головним чином зумовлена складовими прямолінійності та скромності у NEO-PI-R. Однак, виділення у NEO-PI-R окремих факторів для чесності та привітності дозволяє експериментаторам краще прогнозувати соціальну спритність та самоконтроль.
Інше дослідження показало, що додавання фактора чесності-скромності HEXACO до показників особистості покращує прогностичну валідність як для самооцінки, так і для оцінки особистості іншими, і що просте додавання фактора чесності до показників п'ятифакторної моделі FFM покращує прогностичну валідність для деяких показників (головним чином для вимірів соціальної спритності та сексуальності), але не для всіх (наприклад, не для матеріалізму та схильності до правопорушень), що вказує на те, що модель HEXACO є кращим показником особистості, ніж модель великої п'ятірки або FFM.

## Як передумова інших аспектів особистості
Чесність-скромність позитивно пов'язана з багатьма бажаними рисами та негативно з багатьма небажаними. Чесність-скромність зазвичай асоціюється з просоціальною поведінкою, справедливим ставленням до людей та небажанням самореклами.

### Антисоціальна поведінка та риси
Недавні дослідження показали, що фактор чесності-скромності негативно корелює з темною тріадою особистості (тобто нарцисизмом, психопатією та макіавеллізмом). Ці три риси разом описують егоцентричну, маніпулятивну та неемпатичну людину, готову використовувати інших або завдавати болю іншим заради особистої вигоди. І навпаки, людина, яка має високий рівень чесності-скромності, є щирою та чесною у своїх стосунках з іншими, прагне досягти справедливого результату для всіх залучених сторін, безкорислива та скромна.
Інше дослідження показало, що чесність-скромність суттєво негативно корелює з витісненою агресією та мстивістю. Це також негативно корелює з негайними або заздалегідь спланованими формами реакції/помсти проти правопорушника. Люди з високим рівнем чесності-скромності навряд чи виявлятимуть приховану агресію або мстивість, чи одразу ж розпочинатимуть бійку, плануватимуть помститися комусь, хто їх образив. Хоча прощення та толерантність є аспектами привітності, небажання брати участь в антисоціальній та мстивій поведінці є ознакою чесності-скромності.

### Інтерес до політичної діяльності
Аналогічно, було показано, що чесність-скромність негативно корелює з орієнтацією на соціальне домінування (social dominance orientation, SDO). Цей ефект пом'якшується інтересом до політики, таким чином, люди з високими показниками чесності-скромності та великим інтересом до політики отримали вдвічі нижчі бали за шкалою SDO порівняно з їхніми колегами з низьким інтересом. Однак обидві групи з високими показниками чесності-скромності мали нижчі показники від початкового рівня за шкалою SDO.

### Ризикована поведінка та пошук відчуттів
Чесність-скромність негативно корелює з пошуком відчуттів та схильністю до ризику, а також з пошуком гострих відчуттів та пригод, пошуком досвіду, схильністю до нудьги та розгальмуванням. Це вказує на те, що люди з високим рівнем чесності-скромності є досить стриманими та розважливими особистостями, які не ризикують без потреби, не діють імпульсивно та не вдаються до небезпечної чи безрозсудної поведінки через нудьгу.

### Поведінка на робочому місці
Чесність-скромність також негативно корелює зі злочинністю на робочому місці (наприклад, крадіжка у роботодавця, вандалізм, прогули, вживання алкоголю на роботі). Вона також має сильну позитивну кореляцію з Індексом доброчесності співробітників (Employee Integrity Index), який є мірою ставлення до крадіжки та визнання її. Люди з високим рівнем чесності-скромності мають суворе, негативне ставлення до крадіжок/злодіїв, а також повідомляють, що вони вкрали менші суми грошей, ніж їхні колеги з низьким рівнем чесності-скромності. Крім того, аспект чесності-скромності передбачає оцінки керівниками ефективності роботи, що перевищує оцінки інших п'яти аспектів особистості.

### Креативність
Чесність-скромність також має негативний зв'язок із самооцінкою креативності, хоча зв'язку між креативністю та привітністю не було виявлено. Попередні дослідження виявили негативну кореляцію фактора привітності п'ятифакторної моделі особистості з креативністю; однак модель привітності HEXACO є іншою конструкцією. Крім того, існує сильна кореляція між аспектом NEO-PI-R, що характеризує привітність, та аспектом HEXACO, що характеризує чесність-скромність. Чесність-скромність також не корелює з об'єктивно оціненим інтелектом.

### Сексуальність
Чесність-скромність пов'язана з показниками сексуальної сімки, що стосуються ексклюзивності стосунків (наприклад, вірність проти подружньої зради) та обмеженої соціосексуальності (готовність до сексуальних актів, які ні до чого не зобов'язують). Ці результати свідчать про те, що люди, які мають високі бали за шкалою чесності-скромності, цінують вірність у своїх стосунках і потребують емоційного або психологічного зв'язку для вступу в сексуальні стосунки. Вони навряд чи зрадять або експлуатуватимуть сексуального або романтичного партнера.